# Тлумацька міська рада
Тлу́мацька міська́ ра́да — адміністративно-територіальна одиниця та орган місцевого самоврядування у Тлумацькому районі Івано-Франківської області. Адміністративний центр — місто Тлумач.

## Загальні відомості
- Територія ради: 19,57 км²
- Населення ради: 8943 особи (станом на 2015 рік)
- Територією ради протікає річка Тлумачик

## Населені пункти
Міській раді підпорядковані населені пункти:
- м. Тлумач

## Склад ради
Рада складається з 30 депутатів та голови.
- Голова ради: Корженьовський Володимир Михайлович
- Секретар ради: Салітра Володимир Любомирович

### Керівний склад попередніх скликань
| Прізвище, ім'я, по батькові         | Основні відомості                                  | Дата обрання | Дата звільнення |
| ----------------------------------- | -------------------------------------------------- | ------------ | --------------- |
| Ковбас Михайло Дмитрович            | Міський голова, 1959 року народження, безпартійний | 26.03.2006   | 31.10.2010      |
| Корженьовський Володимир Михайлович | Міський голова, 1972 року народження, освіта вища  | 31.10.2010   |                 |

Примітка: таблиця складена за даними сайту Верховної Ради України

### Депутати
За результатами місцевих виборів 2010 року депутатами ради стали:

#### За суб'єктами висування
| Суб'єкт висування                                       | Кількість обраних депутатів | %    |
| ------------------------------------------------------- | --------------------------- | ---- |
| Політична партія «Фронт Змін»                           | 6                           | 20   |
| Партія «Відродження»                                    | 5                           | 16,7 |
| Політична партія Всеукраїнське об'єднання «Батьківщина» | 5                           | 16,7 |
| Політична партія Всеукраїнське об'єднання «Свобода»     | 4                           | 13,3 |
| Політична партія Народний Рух України                   | 4                           | 13,3 |
| Політична партія «Наша Україна»                         | 4                           | 13,3 |
| Партія регіонів                                         | 1                           | 3,3  |
| Республіканська Християнська партія                     | 1                           | 3,3  |

#### За округами
| № округу                                                | Прізвище, ім'я, по батькові     | Дата визнання обраним | Освіта  | Партійна приналежність                        | Відомості про обраного депутата                                             |
| ------------------------------------------------------- | ------------------------------- | --------------------- | ------- | --------------------------------------------- | --------------------------------------------------------------------------- |
| Партія «ВІДРОДЖЕННЯ»                                    |                                 |                       |         |                                               |                                                                             |
| б/м                                                     | Бринський Ігор Богданович       | 02.11.2010            | вища    | позапартійний                                 | ОАО "Райффайзен банк «Аваль», начальник Тлумацького відділення              |
| б/м                                                     | Вацик Василь Михайлович         | 02.11.2010            | вища    | позапартійний                                 | приватний нотаріус                                                          |
| 4                                                       | Збіглей Іван Васильович         | 02.11.2010            | вища    | позапартійний                                 | Управління Держкомзему, провідний спеціаліст                                |
| 13                                                      | Кудерський Михайло Васильович   | 02.11.2010            | вища    | позапартійний                                 | Тлумацька РДА, головний спеціаліст                                          |
| 14                                                      | Довбенко Ігор Володимирович     | 02.11.2010            | вища    | позапартійний                                 | РайСЕС, головний лікар                                                      |
| Партія регіонів                                         |                                 |                       |         |                                               |                                                                             |
| б/м                                                     | Родчин Ігор Михайлович          | 02.11.2010            | середня | член Партії регіонів                          | приватний підприємець                                                       |
| Політична партія Всеукраїнське об'єднання «Батьківщина» |                                 |                       |         |                                               |                                                                             |
| б/м                                                     | Чаплінський Анатолій Михайлович | 02.11.2010            | вища    | член Всеукраїнського об'єднання «Батьківщина» | ТзОВ «Перспектива», головний інженер                                        |
| б/м                                                     | Салітра Володимир Любомирович   | 02.11.2010            | середня | член Всеукраїнського об'єднання «Батьківщина» | тимчасово не працює                                                         |
| б/м                                                     | Фицик Андрій Михайлович         | 02.11.2010            | середня | член Всеукраїнського об'єднання «Батьківщина» | приватний підприємець                                                       |
| 1                                                       | Бачинська Ольга Володимирівна   | 02.11.2010            | вища    | член Всеукраїнського об'єднання «Батьківщина» | Тлумацький коледж ЛДНУ, викладач                                            |
| 9                                                       | Ціник Микола Володимирович      | 02.11.2010            | середня | член Всеукраїнського об'єднання «Батьківщина» | Ветаптека, директор                                                         |
| Політична партія Всеукраїнське об'єднання «Свобода»     |                                 |                       |         |                                               |                                                                             |
| б/м                                                     | Кулик Мирослав Тарасович        | 02.11.2010            | вища    | член Всеукраїнського об'єднання «Свобода»     | тимчасово не працює                                                         |
| б/м                                                     | Повх Андрій Михайлович          | 02.11.2010            | середня | член Всеукраїнського об'єднання «Свобода»     | тимчасово не працює                                                         |
| б/м                                                     | Лазоришин Юрій Іванович         | 02.11.2010            | вища    | член Всеукраїнського об'єднання «Свобода»     | ВТО"Мекасор", заступник генерального деректора                              |
| 2                                                       | Вівчарук Ігор Степанович        | 02.11.2010            | середня | член Всеукраїнського об'єднання «Свобода»     | приватний підприємець                                                       |
| Політична партія Народний Рух України                   |                                 |                       |         |                                               |                                                                             |
| б/м                                                     | Ядилович Володимир Франкович    | 02.11.2010            | вища    | член Народного Руху України                   | приватний підприємець                                                       |
| б/м                                                     | Хоминець Ярослава Олексіївна    | 02.11.2010            | середня | член Народного Руху України                   | приватний підприємець                                                       |
| 7                                                       | Тучапський Богдан Романович     | 02.11.2010            | вища    | позапартійний                                 | Райвійськомат, спеціаліст                                                   |
| 10                                                      | Панчак Михайло Ярославович      | 02.11.2010            | вища    | позапартійний                                 | Правексбанк, директор                                                       |
| Політична партія «Наша Україна»                         |                                 |                       |         |                                               |                                                                             |
| б/м                                                     | Ціник Галина Дем'янівна         | 02.11.2010            | вища    | член Політичної партії «Наша Україна»         | Тлумацька центральна районна лікарня, стоматолог-терапевт                   |
| 6                                                       | Мазур Володимир Петрович        | 14.11.2010            | вища    | член Політичної партії «Наша Україна»         | тимчасово не працює                                                         |
| 8                                                       | Вольницький Зіновій Миколайович | 02.11.2010            | вища    | член Політичної партії «Наша Україна»         | Тлумацький РЕМ, механік                                                     |
| 15                                                      | Шмігельський Дмитро Йосипович   | 02.11.2010            | вища    | позапартійний                                 | Тлумацька ЦРЛ, фельдшер                                                     |
| Політична партія «Фронт Змін»                           |                                 |                       |         |                                               |                                                                             |
| б/м                                                     | Федорчак Василь Іванович        | 02.11.2010            | вища    | член Політичної партії «Фронт Змін»           | пенсіонер                                                                   |
| б/м                                                     | Язуполь Віталій Васильович      | 02.11.2010            | вища    | член Політичної партії «Фронт Змін»           | Територіальне управління державної судової адміністрації, начальник відділу |
| б/м                                                     | Острижнюк Микола Васильович     | 02.11.2010            | вища    | член Політичної партії «Фронт Змін»           | приватний підприємець                                                       |
| 3                                                       | Туранський Богдан Володимирович | 02.11.2010            | середня | член Політичної партії «Фронт Змін»           | Тлумацька ЦРЛ, фельдшер                                                     |
| 11                                                      | Завідовський Богдан Зеновійович | 30.01.2011            | вища    | член Політичної партії «Фронт Змін»           | ПАТ Індекс банк, директор центрального відділення                           |
| 12                                                      | Туранський Володимир Богданович | 02.11.2010            | вища    | член Політичної партії «Фронт Змін»           | тимчасово не працює                                                         |
| Республіканська Християнська партія                     |                                 |                       |         |                                               |                                                                             |
| 5                                                       | Жиляк Оксана Богданівна         | 02.11.2010            | вища    | позапартійна                                  | ДПІ, старший державний податковий інспектор                                 |